# 대구경북첨단의료산업진흥재단
대구경북첨단의료산업진흥재단(大邱慶北尖端醫療産業振興財團, Daegu Gyeongbuk Medical Innovation Foundation, K-MEDI hub(케이메디허브))은 대구경북첨단의료복합단지를 국가 신성장동력산업으로 육성하기 위하여 설립된 보건복지부 산하 기타공공기관(재단법인)이다. 대구광역시 동구 동내로 88 (동내동 360-4)에 위치하고 있다.

## 기관연혁
- 2008년 3월 : 「첨단의료복합단지 육성에 관한 특별법」제정
- 2009년 8월 : 첨단의료복합단지 선정(대구경북, 충북오송)
- 2009년 12월: 첨단의료복합단지 지구 지정 고시(동구 동내동 혁신도시 내 105만m2)
- 2010년 12월 : 대구경북첨단의료산업진흥재단 법인 설립
- 2013년 11월 : 정부 핵심연구시설(4개 센터) 준공
- 2015년 1월 : 보건복지부 산하 기타공공기관 지정
- 2019년 2월 : 공공기관 분류 중 연구개발목적기관 신규 지정

## 조직구성

#### <직속부서>
- 전략지원팀
- 감사팀
- 홍보실 : 언론보도팀, 디지털소통팀

#### <전략기획본부>
- 기획조정부 : 기획예산팀, 인재육성팀, 글로벌협력팀, 제도개선TF팀
- 혁신성장부 : 연구조정팀, 기술서비스팀, 기술사업화팀, 지역기업육성팀, 규제지원팀
- 경영지원부 : 시설총무팀, 재무회계팀, 정보보안팀, 안전경영팀
- 신규기반구축추진단 : 의료기술시험연수원추진TF팀, 미래의료기술연구동추진TF팀, 스마트팩토리추진TF팀, 창업지원센터추진TF팀

#### <신약개발지원센터>
- 기획운영부 : 연구기획팀, 기술분석지원팀
- 구조설계부 : 분자설계팀, 구조분석팀
- 의약화학부 : 혁신신약팀, 신약중개연구팀, 표적항암제팀, 최적화지원팀
- 유효성평가부 : 유효성평가팀, 약물기전분석팀, 오가노이드팀, 바이오융합팀
- 안전성평가부 : 안전성평가팀, 비임상지원팀, 약동학평가팀

#### <첨단의료기기개발지원센터>
- 기획운영부 : 연구기획팀, 기술분석지원팀
- 응용기술부 : 기술실용화팀, 제품제작팀
- 첨단기술부 : 의료융합팀, 시스템의료기기팀, 진단의료기기팀, 의료신소재팀
- 심사평가부 : 전자의료기기평가팀, 전자파평가팀, 바이오평가팀, 기술문서심사팀
- 디지털헬스케어사업단 : 실증사업화TF팀, 임상평가지원TF팀, 의료빅데이터TF팀

#### <전임상센터>
- 기획운영부 : 연구기획팀, 기술분석지원팀
- 비임상시험부 : 신약평가팀, 헬스모니터링팀, 생체영상팀, 융복합평가팀
- 융합연구부 : 실험지원팀, 병리지원팀, 중개연구팀, 의료기기평가팀

#### <의약생산센터>
- 기획운영부 : 연구기획팀, 기술분석지원팀, GMP설비팀
- 품질경영부 : 품질보증팀, 품질관리팀, 품질개발팀
- 제품생산부 : 고형제생산팀, 주사제팀, 원료생산팀, 제제개발팀, 공정개발팀

## 주요기능
<신약개발지원센터> 국내 신약개발 과정 중 취약한 분야인 후보물질 개발을 위해 세계적 수준의 신약개발 인프라 구축 및 국내 제약 산업 지원
- 구조설계 지원 : 분자설계기반 약물설계, 인공기능 활용 약물개발, 단백질기반 상호작용 확인, 단백질 구조결정 등
- 의약합성 지원 : 화합물 신약 최적화, 수요자 맞춤형 타겟/질환별 후보물질 발굴 등
- 유효성평가 지원 : 체외(in vitro) 타겟 단백질 활성평가, 세포기반 약물 유효성 평가 등
- 안전성평가 지원 : 약물대사/약물동태(DMPK) 평가, 독성평가 등

<첨단의료기기개발지원센터> 글로벌 수준의 R&D 인프로 구축을 통한 의료기기 산업의 병목 해소 및 제품화 성공률 제고
- 의료기기 연구개발 지원 : 영상기반 융합기술개발, 재활보조 및 헬스케어 시스템 연구개발 지원, 신종 감염병 대응 진단의료기기/의료용 수술기기/의료 빅데이터·인공지능/인체유래 바이오 소재 개발 지원 등
- 시제품제작 지원 : 제픔 디자인, PCB/SMT 제작, CNC 정밀가공, 검사측정, 3D 프린팅 등
- 심사평가 지원 : 전기·기계적 안전성/성능 시험, 전자파적합성(EMC) 시험, 신뢰성 평가, 생물학적 안전성 평가, 물리·화학적 및 성능시험, 2등급 의료기기 기술문서 심사 등

<전임상센터> 개발단계 신약, 의료기기 비임상 평가 지원을 통한 의료산업 사업화 성공률 제고
- 신약개발 지원 : 종양 유효성 평가, 대사성질환 유효성 평가, 신경계·심혈관계 유효성 평가, 약동학 평가, 독성평가, 평가모델 개발 등
- 의료기기개발 지원 : 의료기기 유효성 평가, 예비생물학적 안전성 평가, 생체 적용성 모니터링 등
- 동물자원 지원 및 분석 진단 : 생체영상 분석, 병리분석 및 진단, 수술 및 수의학적 지원, 실험동물 헬스모니터링, 동물모델 제작 및 청정화 등

<의약생산센터> 생산시설의 구축, 운용이 어려운 제약기업이나 연구기관 등 대상 의약품 생산, 공급을 통한 신약 연구개발 촉진 및 성공률 제고
- 의약품 개발·생산 지원 : 의약품 공정개발/제제연구/분석법 개발, 원료의약품/고형제/주사제 생산 등
- 분석·인허가 지원 : 원료·완제 의약품 품질시험 지원, 국내·외 의약품 인허가 지원 등

## 같이 보기
- 오송첨단의료산업진흥재단